# إثبات القالب (طوابع البريد)
إثبات القالب في مجال طوابع البريد، يعني إثبات صحة طبع دليل القالب وهو عبارة عن صورة مطبوعة مأخوذة مباشرةً من القالب الرئيسي لطابع البريد المحفور.
عندما ينقش الطابع، من الضروري التحقق من التقدم المحرز وتطبع سلسلة من الإثباتات أو "سحبها" من القالب. وتُعرف هذه الطوابع المطبوعة باسم الإثباتات التقدمية أو البراهين المعاصرة للطابع.
تشكل الإثباتات التقدمية أيضاً جزءاً من عملية التصميم والموافقة على الطابع. وأي تغييرات تجري أثناء هذه العملية تحول الإثباتات إلى مقالات يمكن التعرف عليها بأثر رجعي لأنها تختلف عن الطابع الصادر. وعادةً ما تُطبع نماذج إثبات القوالب للطوابع المنقوشة تحت ضغط كبير على ورقة بطاقة كبيرة الحجم، وبما أنها تُطبع من القالب الرئيسي، فإنها عادةً ما تكون ذات جودة عالية. وعلى النقيض من ذلك قد تُطبع أيضاً على ورق الهند، وهو ورق قوي ورقيق وغير شفاف. لا تكون الإثباتات بالضرورة بنفس لون (ألوان) الطابع المُصدر. ويُعرف التجربة على ورق هندي أو ورق آخر مثبت على بطاقة غارقة في القالب باسم التجربة أو البروفة الهجينة.
وبمجرد اكتمال القالب، ينقل عدة مرات إلى اللوحة التي تُطبع منها الطوابع.

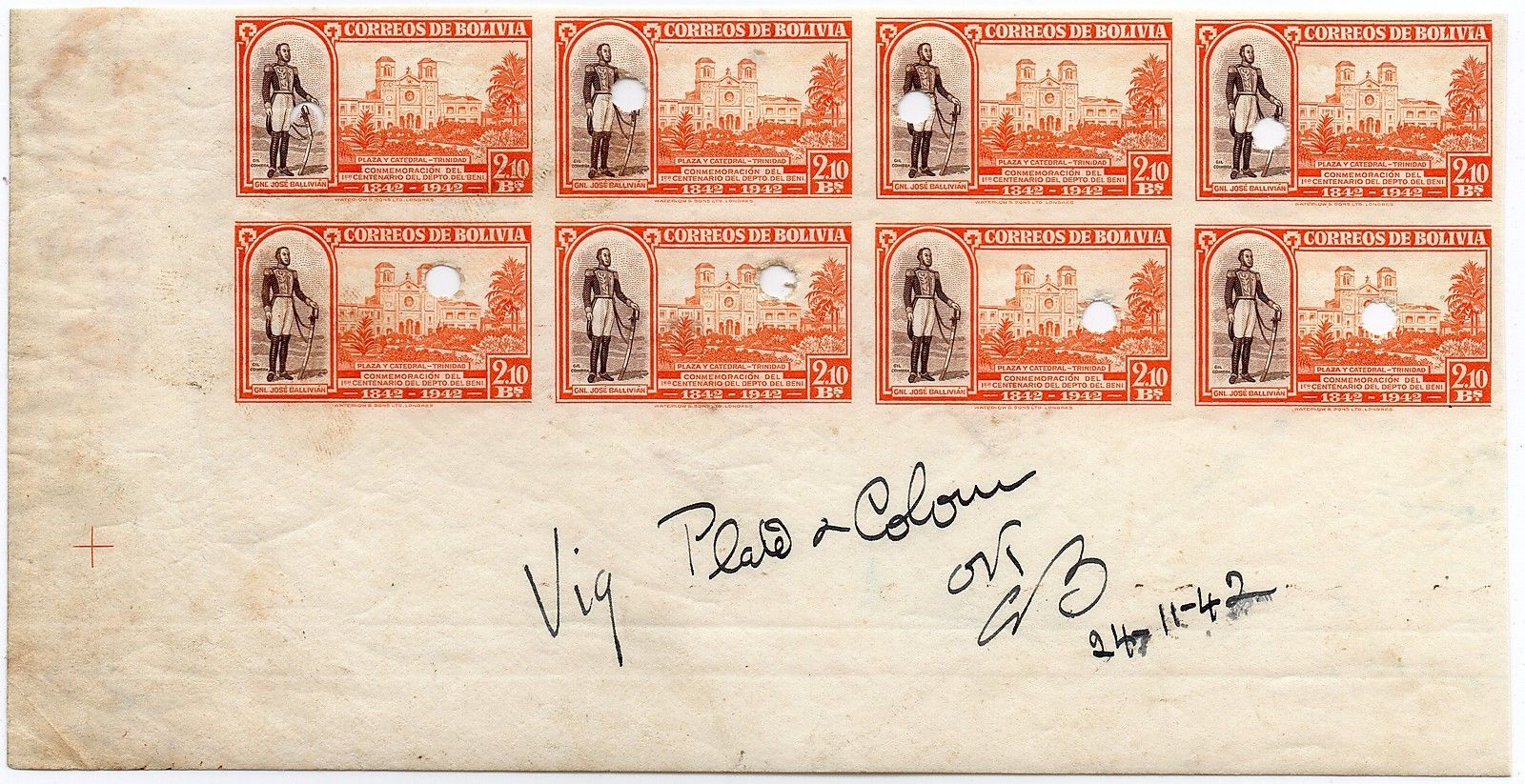
إثباتات القالب المعتمدة من طابعات ووترلو وأولاده لإصدار طابع بوليفي لعام 1943. (ثقبت لاحقًا لأغراض أمنية).

وتُعرف أي عمليات سحب من القالب الرئيسي بعد طباعة الطابع باسم براهين أو إثباتات القالب بعد الوفاة ويتم إنتاجها عادةً لأغراض العرض، كعينات من عمل الطابعة أو لتلبية الطلب على الطوابع (الطلب على السلعة بين هواة جمع الطوابع).

## مثال
| طابع بريدي سوفييتي [الإنجليزية] من سلسلة الذكرى المئوية لميلاد ديميتري مندلييف، 1934 | طابع بريدي سوفييتي [الإنجليزية] من سلسلة الذكرى المئوية لميلاد ديميتري مندلييف، 1934 |
| ------------------------------------------------------------------------------------ | ------------------------------------------------------------------------------------ |
|                                                                                      |                                                                                      |

## روابط خارجية
- 1876 British Telegraph stamp die proof in the R.M. Phillips Collection at the British Postal Museum & Archive.[وصلة مكسورة]
- 1913 Great Britain "Seahorse" die proof in the British Library Philatelic Collection.